# Tarık Küpoğlu
Tarık Küpoğlu (* 1. Januar 1948 in Istanbul) ist ein ehemaliger türkischer Fußballspieler.

## Karriere
Tarık Küpoğlu begann seine Karriere bei Sarıyer SK. Beim Zweitligisten spielte der Abwehrspieler zwei Jahre und wechselte danach zu Galatasaray Istanbul.
In seiner ersten Saison mit Galatasaray kam der Abwehrspieler zu 23 Spielen und wurde das erste Mal türkischer Meister. Die Meisterschaft konnte Küpoğlu mit seinen Teamkollegen in der Folgesaison 1972/73 erfolgreich verteidigen.
Im Sommer 1976 verließ Küpoğlu Galatasaray Richtung Vereinigte Staaten und spielte fortan für die Las Vegas Quicksilvers in North American Soccer League (NASL). Es folgte noch ein Engagement bei den New England Oceaneers in der American Soccer League (ASL) sowie ein weiteres bei den New Jersey Americans, die in der gleichen Liga vertreten waren.

## Erfolge
Galatasaray Istanbul
- Türkischer Meister: 1972, 1973
- Türkischer Fußballpokal: 1973